# ويليام بولوك كلارك
ويليام بولوك كلارك (بالإنجليزية: William Bullock Clark)‏ هو جيولوجي أمريكي، ولد في 15 ديسمبر 1860 في براتلبورو في الولايات المتحدة، وتوفي في 27 يوليو 1917.